# Achim Stocker

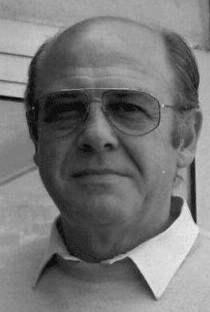
Achim Stocker (1993)

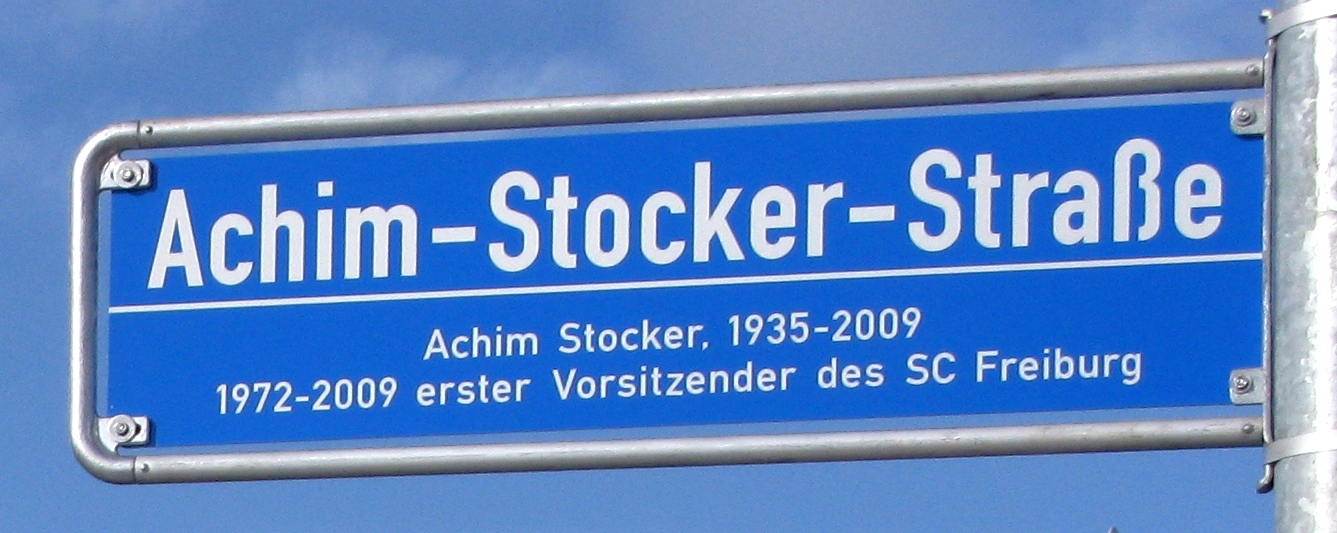
Achim-Stocker-Straße in Freiburg

Achim Stocker (* 27. Mai 1935 in Konstanz; † 1. November 2009 in Freiburg im Breisgau) war ein deutscher Fußballfunktionär.

## Leben
Achim Stocker wuchs in Konstanz auf, studierte Jura in Freiburg und kam so als aktiver Spieler zum SC Freiburg. Er war bis zu seiner Pensionierung als Regierungsdirektor bei der Oberfinanzdirektion Freiburg tätig.
Stocker starb im Alter von 74 Jahren an den Folgen eines Herzinfarkts und eines Hirnschlags, den er am 28. Oktober 2009 erlitten hatte. Stocker war verheiratet und hinterließ eine Tochter und einen Sohn. Er wurde auf dem Friedhof Bergäcker (Feld 8) in Freiburg-Littenweiler beigesetzt.

## Funktionärstätigkeit
Stocker war von 1970 bis 1972 dritter Vorsitzender des SC Freiburg. Im Jahr 1972 wurde er in Abwesenheit zum ersten Vorsitzenden des Vereins gewählt und nahm seine Wahl im Nachhinein an. Er hatte das Amt bis zu seinem Tod inne und war damit der dienstälteste Präsident eines Vereins im deutschen Profifußball.
Achim Stocker führte den SC Freiburg 1978 zunächst in die damals zweigeteilte zweite Bundesliga, sodann 1981 in die damals neue eingleisige zweite Bundesliga.
1991 verpflichtete er Volker Finke als neuen Trainer. Unter der Führung Stockers als Präsident und Finkes als Trainer stieg die Herren-Fußballmannschaft des Vereins 1993 erstmals in die 1. Bundesliga auf. In der Folge konnten mit dem dritten Erstligaplatz 1995 und mit den Teilnahmen am UEFA-Cup 1996 und 2002 die größten Erfolge der Vereinsgeschichte erreicht werden. 1997 und 2002 stieg der SC Freiburg jeweils ab, um im Folgejahr sofort wieder aufzusteigen.
2007 verpflichtete Achim Stocker Robin Dutt als Finkes Nachfolger. 2009 gelang daraufhin der Herren-Fußballmannschaft der Wiederaufstieg in die 1. Bundesliga.
Gemeinsam mit Volker Finke baute Stocker die Freiburger Fußballschule auf. 2004 wurde zu deren weiterer Finanzierung die nach ihm benannte Achim-Stocker-Stiftung Freiburger Fußballschule vom Verein und der Stadt Freiburg gegründet.

## Ehrung
Eine neue Straße am neuen Europa-Park-Stadion am Flugplatz Freiburg trägt den Namen Achim-Stocker-Straße, an der mittlerweile auch der offizielle Sitz des SC Freiburg ist.